# سارکوسور
سارکوسور (نام علمی: Sarcosaurus) نام یک سرده از کلاد ددپایان است.